# 대립 유전자

대립유전자의 모식도

대립유전자(對立遺傳子, 영어: allele) 상동 염색체의 같은 위치에 존재하며, 같은 형질을 결정하는 유전자이다. 한 쌍의 대립유전자 조합에 의해 표현형이 결정된다.

## 대립유전자
일반적으로 대립유전자는 대립 형질을 지배하는 한 쌍의 유전자를 가리키기도 한다. 염색체 상의 같은 유전자좌(유전자자리, locus)에 위치하며, 서로 우성(優性)과 열성(劣性) 관계에 있는 것이 보통이다.

## 표현형으로 이어지는 대립 유전자
많은 경우에, 유전자좌에서 두 대립 유전자 사이의 유전형 상호 작용은 두 개의 동형 접합 표현형 중 이형 접합체가 가장 유사한 것에 따라 우성 또는 열성으로 설명될 수 있다. 이형 접합체가 동형 접합체 중 하나와 구별할 수 없는 경우, 발현된 대립 유전자는 우성 표현형이라고 하고 다른 대립 유전자는 열성이라고 한다. 우세의 정도와 패턴은 유전자좌에 따라 다르다. 이러한 유형의 상호 작용은 멘델에 의해 처음 공식적으로 설명되었다. 그러나 많은 형질이 이 단순한 분류를 무시하며, 표현형은 공동 우성 및 다유전자 유전에 의해 모델링된다.
야생형 대립유전자라는 용어는 초파리(Drosophila melanogaster)와 같은 유기체의 야생 개체군에서 볼 수 있는 전형적인 표현형 특성에 기여하는 것으로 생각되는 대립유전자를 설명하는 데 때때로 사용된다. 이러한 야생형 대립유전자는 역사적으로 열성, 희귀, 빈번하게 유해한 표현형을 초래하는 돌연변이 대립유전자와 대조적으로 우성, 공통 및 정상 표현형으로 이어지는 것으로 간주되었다. 이전에는 대부분의 개체가 대부분의 유전자 좌위에서 야생형 대립유전자에 대해 동형접합이고, 임의의 대안적인 돌연변이 대립유전자가 소수의 영향을 받는 개체에서 종종 유전 질환으로 동형접합 형태로 발견된다고 생각했다. 돌연변이 대립유전자에 대한 보인자의 이형접합 형태로 더 자주 발생한다. 이제 대부분의 또는 모든 유전자 좌위는 다중 대립형질을 갖는 고도로 다형성이며, 그 빈도는 개체군마다 다르며, 상당한 양의 유전적 변이가 명백한 표현형 차이를 일으키지 않는 대립형질의 형태로 숨겨져 있다는 것이 인정된다.

## 복대립 유전
복대립 유전(Multiple alleles)은 하나의 형질을 결정하는 데 3개 이상의 대립유전자가 관여하고 개체의 형질을 결정하는 데에 이 중 2개의 대립유전자에 의해 결정되는 것을 말한다. 대표적인 예로 ABO식 혈액형이 있다. O, A, B와 같은 대립유전자(3개의 대립유전자)가 모여 하나의 형질, 즉 A형(AA, AO), B형(BB, BO), O형(OO), AB형(AB)이라는 형질을 나타낸다. 혈액형을 제외한 복대립 유전의 예시로는 나팔꽃의 잎이나 초파리의 눈 색깔 등이 있다.

## 유전자형 빈도
이배체 집단에서 대립 유전자의 빈도는 해당 유전자형의 빈도를 예측하는 데 사용할 수 있다. 2개의 대립유전자가 있는 단순 모델의 경우 다음과 같다.
{\displaystyle p+q=1\,}
{\displaystyle p^{2}+2pq+q^{2}=1\,}
여기서 p는 하나의 대립유전자의 빈도이고 q는 대체 대립유전자의 빈도이며, 반드시 합이 1이 된다. 그런 다음, {\displaystyle p^{2}}는 첫 번째 대립 유전자에 대한 동형 접합체의 분획, {\displaystyle 2pq}는 이형 접합체의 분율, {\displaystyle q^{2}}는 대체 대립 유전자에 대한 동형 접합체의 분율이다. 첫 번째 대립 유전자가 두 번째 대립 유전자보다 우성이면 우성 표현형을 나타내는 모집단의 분율은 {\displaystyle p^{2}+2pq}이고 열성 표현형을 가진 분획은 {\displaystyle q^{2}}이다.

## 이배체
이배체(二倍體)는 배우자의 염색체 수가 기본 수의 두 배인 세포나 개체이다. 대부분의 고등 동식물이 이에 해당한다. 한 쌍의 배우자가 서로 자신의 두 벌(2 copies)중 {\displaystyle {{1} \over {2}}}인 한벌(1 copy)을 제공한다.

## 같이 보기
- 진화
- 핵산